# Synbranchidae
Famille
Les Synbranchidae ou anguilles des marais sont une famille de poissons d'eau douce de l'ordre des Synbranchiformes.
Les anguilles des marais sont presque entièrement dépourvues de nageoires : les nageoires pectorales et pelviennes sont absentes, les nageoires dorsale et anale sont rudimentaires, réduites à des rayons rudimentaires ou simple crête, et l’écartement de la nageoire caudale est petit ou absent, selon les espèces. Presque toutes les espèces sont dépourvues d’écailles. Les yeux sont petits, et chez certaines espèces cavernicoles, ils sont sous la peau, de sorte que le poisson est aveugle. Les membranes des branchies sont fusionnées, et l'ouverture des branchies est soit une fente soit sous forme de pores sous la gorge. La vessie natatoire et les côtes sont également absentes. Toutes les espèces que regroupent les Synbranchidae sont soupçonnées d'être des adaptations à l’enfouissement dans la boue molle des saisons pluvieuses pour survivre enfouis pendant les périodes de sécheresse. Les anguilles des marais sont souvent trouvées dans la boue sous des étangs asséchés.
La plupart des espèces peuvent respirer l'air, leur permettant de survivre dans l'eau à faible oxygénation, et de migrer par voie terrestre entre les étangs des nuits humides. Les tissus de la bouche et du pharynx sont très vascularisés, agissant comme poumons primitifs mais efficaces. Bien que les anguilles des marais ne soient pas elles-mêmes liées aux amphibiens, ce mode de vie pourrait bien ressembler à ceux des poissons à partir de laquelle les animaux terrestres ont évolué au cours de la période du Dévonien .
Bien que les adultes soient pratiquement aptères, les larves naissent avec des nageoires pectorales fortement agrandies. Ces « ailettes » sont utilisées pour propulser les courants d'eau oxygénée à partir de la surface le long du corps des juvéniles. La peau des juvéniles est mince et vascularisée, ce qui leur permet d'extraire l'oxygène de ce flux d’eau. Au fur et à mesure de la croissance des poissons, l'organe respiratoire de l'air commence à se développer, ne nécessitant plus les « ailettes ». À l'âge d'environ deux semaines, les juvéniles se séparent soudainement de leurs nageoires pectorales, pour prendre leur forme adulte.
La plupart des espèces sont hermaphrodites protogynes, la plupart des spécimens commençant leur vie en tant que femelle, pour la finir en tant que mâle. Cela se produit généralement autour de leur quatrième année, mais un petit nombre d'individus naissent de sexe mâle pour le rester tout au long de leur vie.
L'anguille des marais marbrée, Synbranchus marmoratus, possède une taille maximale enregistrée de 150 centimètres (59 po) , tandis que l'anguille des marais de Bombay, Monopterus indicus, n'atteint pas plus de 8,5 centimètres (3,3 po).

## Liste des genres
Selon FishBase 4 genres sont représentés:
- genre Macrotrema Regan, 1912
  - Macrotrema caligans (Cantor, 1849)

- genre Monopterus Lacepède, 1800
  - Monopterus albus (Zuiew, 1793)
  - Monopterus bicolor Nguyen & Nguyen, 2005
  - Monopterus boueti (Pellegrin, 1922)
  - Monopterus cuchia (Hamilton, 1822)
  - Monopterus desilvai Bailey & Gans, 1998
  - Monopterus dienbienensis Nguyen & Nguyen, 2005
  - Monopterus digressus Gopi, 2002
  - Monopterus eapeni Talwar, 1991
  - Monopterus fossorius (Nayar, 1951)
  - Monopterus hodgarti (Chaudhuri, 1913)
  - Monopterus ichthyophoides Britz, Lalremsanga, Lalrotluanga & Lalramliana, 2011
  - Monopterus indicus (Silas & Dawson, 1961)
  - Monopterus roseni Bailey & Gans, 1998

- genre Ophisternon McClelland, 1844
  - Ophisternon aenigmaticum Rosen & Greenwood, 1976
  - Ophisternon afrum (Boulenger, 1909)
  - Ophisternon bengalense McClelland, 1844
  - Ophisternon candidum (Mees, 1962)
  - Ophisternon gutturale (Richardson, 1845)
  - Ophisternon infernale (Hubbs, 1938)

- genre Synbranchus Bloch, 1795
  - Synbranchus lampreia Favorito, Zanata & Assumpção, 2005
  - Synbranchus madeirae Rosen & Rumney, 1972
  - Synbranchus marmoratus Bloch, 1795

## Gastronomie

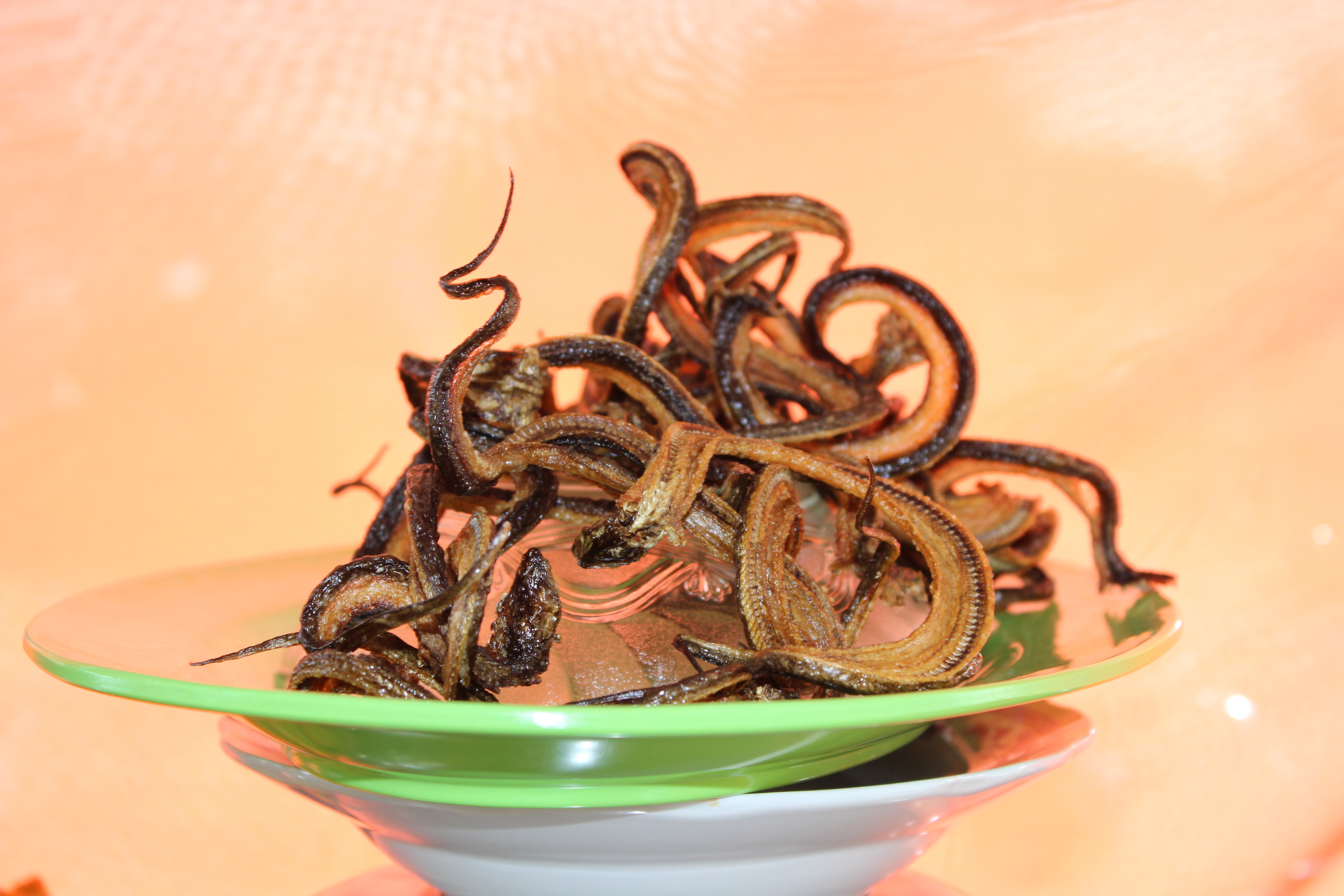
Les anguilles des marécages frites sont généralement consommées avec de la sauce épicée (cuisine Minangkabau)

Les anguilles des marécages frites sont généralement consommées avec de la sauce épicée, une des cuisines les plus populaires chez les Minangkabau. Dans la région de Jiangnan en Chine, les anguilles des marais sont habituellement délicatement cuites dans des sautés ou ragoûts. La recette exige habituellement de l'ail, des oignons verts, des pousses de bambou, du vin de riz, de sucre, de l'amidon et de la sauce de soja avec des quantités prodigieuses d’huile végétale. Populaire dans la région de Shanghai à Nanjing. Le nom chinois en pinyin de ce plat est « xiang you shan hu». Le nom de l'anguille des marais est « shan yu » ou « huang shan ».